# Vestanriutta
Vestanriutta är en klippa i Finland.   Den ligger i kommunen Gustavs i den ekonomiska regionen Nystadsregionen och landskapet Egentliga Finland, i den sydvästra delen av landet, 210 km väster om huvudstaden Helsingfors.
Terrängen runt Vestanriutta är mycket platt. Havet är nära Vestanriutta åt nordväst. Runt Vestanriutta är det mycket glesbefolkat, med 7 invånare per kvadratkilometer. Närmaste större samhälle är Nystad, 20,0 km nordost om Vestanriutta. 